# Marcelcave
Marcelcave é uma comuna francesa na região administrativa de Altos da França, no departamento de Somme. Estende-se por uma área de 12,49 km². Em 2010 a comuna tinha 1 270 habitantes (densidade: 101,7 hab./km²).